# Dragon Ball Z: Buyū Retsuden
Dragon Ball Z: Buyū Retsuden (ドラゴンボールＺ 武勇烈伝  Doragon Bōru Zetto Buyū Retsuden?), publicado como Dragon Ball Z: L'Appel du destin en Francia y España, es el único videojuego de lucha realizado por Bandai para la consola de videojuegos Megadrive con los personajes de la famosa serie de animación Dragon Ball de Akira Toriyama publicado en Japón el 1 de abril de 1994. En Francia y España se lanzó en junio de ese mismo año, mientras que en Portugal fue lanzado en 1996 y conocido simplemente como Dragon Ball Z.

## Personajes
- Son Goku (SSJ)
- Son Gohan (SSJ2)
- Piccolo
- Vegeta (SSJ)
- Trunks del futuro (SSJ)
- Cell (Perfecto)
- Nº18
- Krilin
- Freezer (Forma Final)
- Recoome
- Ginyū

## Historia
Fue uno de los títulos más esperados por los muchos usuarios de la consola de SEGA en el momento de su lanzamiento (1994) puesto que la consola rival: Super Nintendo ya tenía en su catálogo un juego de la saga Dragon Ball Z.
Dragon Ball Z Buyū Retsuden contaba con un apartado técnico bien acabado y una jugabilidad a la altura de las circunstancias que al menos en Europa lo convirtió en un éxito de ventas para la consola de 16 Bits más vendida del continente. El juego nunca apareció en América.

## Estructura del juego
El juego está compuesto de 11 personajes y 9 escenarios. Entre todos los personajes destacan Krilin y dos personajes de las Fuerzas especiales de Freeza, que eran exclusivos de la versión para SEGA, Ginyū (Capitán de las fuerzas especiales) y Recoome (el más forzudo de las fuerzas especiales).
Los juegos de lucha Dragon Ball Z en la era de los 16 Bits se caracterizan por sus complicados y espectaculares movimientos especiales y por la pantalla dividida que permitía libertad de movimiento por todo lo largo del escenario. Los personajes podían luchar en dos niveles: tierra o aire a lo largo del combate.
Cuando el jugador recibe un ataque especial (véase Kame Hame Ha) tiene cuatro opciones: Contraatacar con otro ataque especial, hacer una buena parada, hacer una parada normal o burlar el ataque desapareciendo.

## Recepción
El juego recibió generalmente críticas positivas.